# Бюхнер, Луиза
Луиза Бюхнер (нем. Luise Büchner; 12 июня 1821, Дармштадт — 28 ноября 1877, там же) — немецкая писательница и суфражистка, сестра писателей Георга и Александра и философа Людвига Бюхнера.

## Биография
Родилась в Дармштадте в семье врача. Почти все братья и сестры Бюхнер отличались незаурядными способностями и талантами. Её племянником был Эрнст Бюхнер (1850—1924), химик-изобретатель. В результате несчастного случая в детстве получила тяжёлую травму, от которой страдала всю жизнь. Самоучка, приобрела обширные знания, особенно в литературе, мифологии, истории и иностранных языках. После смерти родителей жила вместе с незамужней сестрой Матильдой (1815—1888), в том же доме, что и её брат, врач Людвиг Бюхнер, помогая им в домашнем хозяйстве.
Уже в 1855 анонимно опубликовала одну из наиболее цитируемых работ в защиту женских прав «Die Frauen und ihr Beruf».
Позже писала романы, путевые заметки и стихи. Вместе со своим братом Александром выпустила обширный сборник стихов.
Вместе с Фанни Левальд и Луизой Отто-Петерс считается одной из зачинательниц женского движения в XIX веке.

## Избранная библиография
- Die Frauen und ihr Beruf: Ein Buch der weiblichen Erziehung, 1855
- Dichterstimmen aus Heimath und Fremde. Für Frauen und Jungfrauen ausgewählt, 1859
- Aus dem Leben. Erzählungen aus Heimath und Fremde, 1861
  - Aus dem Leben. Erzählungen aus Heimath und Fremde, 2007, ISBN 978-3-940075-05-5
- Frauenherz., 1862
  - Neuausgabe: Frauenherz, 2009. ISBN 978-3-839143-84-1
- Das Schloß zu Wimmis, (роман, 1864)
- Weihnachtsmärchen, 1868
- Weihnachtsmärchen aus Darmstadt und dem Odenwald, 1980
  - Weihnachtsmärchen, 2006. ISBN 978-3-938824-13-9
- Praktische Versuche zur Lösung der Frauenfrage, 1870
- Ein Dichter. Novellenfragment., 1965.
- Gebildet, ohne gelehrt zu sein: Essays, Berichte und Briefe, 1991
- «Feder und Wort sind Euch gegeben, so gut wie dem Manne!», 2004.

## Память
- Имя Луизы Бюхнер носит ныне библиотека в Дармштадте
- В 2012 в Германии учреждена журналистская премия имени Луизы Бюхнер.